# Elezioni comunali in Toscana del 2015
Le elezioni comunali in Toscana del 2015 si tennero il 31 maggio, con ballottaggio il 14 giugno.

## Arezzo

### Arezzo
| Candidati                   | Candidati                                  | Voti                        | %     | Liste                            | Voti   | %     | Seggi |
| --------------------------- | ------------------------------------------ | --------------------------- | ----- | -------------------------------- | ------ | ----- | ----- |
|                             | Matteo Bracciali Accede al ballottaggio    | 18.910                      | 44,21 | Partito Democratico              | 14.675 | 35,87 | 8     |
| Arezzo in Comune            | Matteo Bracciali Accede al ballottaggio    | 18.910                      | 44,21 | 1.940                            | 4,74   | 1     |       |
| Popolari per Arezzo         | Matteo Bracciali Accede al ballottaggio    | 18.910                      | 44,21 | 1.422                            | 3,48   | -     |       |
| Futuro in Corso con Matteo  | Matteo Bracciali Accede al ballottaggio    | 18.910                      | 44,21 | 709                              | 1,73   | -     |       |
| Seggio al candidato sindaco | Seggio al candidato sindaco                | Seggio al candidato sindaco | 44,21 | 1                                |        |       |       |
|                             | Alessandro Ghinelli Accede al ballottaggio | 15.393                      | 35,99 | Ora Alessandro Ghinelli          | 4.999  | 12,22 | 7     |
| Forza Italia                | Alessandro Ghinelli Accede al ballottaggio | 15.393                      | 35,99 | 4.084                            | 9,98   | 6     |       |
| Lega Nord                   | Alessandro Ghinelli Accede al ballottaggio | 15.393                      | 35,99 | 3.508                            | 8,57   | 5     |       |
| Fratelli d'Italia           | Alessandro Ghinelli Accede al ballottaggio | 15.393                      | 35,99 | 1.673                            | 4,09   | 2     |       |
|                             | Massimo Ricci                              | 3.879                       | 9,07  | Movimento 5 Stelle               | 3.705  | 9,06  | 2     |
|                             | Gianni Mori                                | 1.973                       | 4,61  | Insieme Possiamo                 | 1.004  | 2,45  | -     |
| Cittadinanza Attiva         | Gianni Mori                                | 1.973                       | 4,61  | 705                              | 1,72   | -     |       |
|                             | Maria Cristina Nardone                     | 720                         | 1,68  | Dalle Chiacchiere alle Soluzioni | 693    | 1,69  | -     |
|                             | Ennio Gori                                 | 643                         | 1,50  | Partito Comunista                | 607    | 1,48  | -     |
|                             | Roberto Barone                             | 615                         | 1,44  | IdeArezzo                        | 594    | 1,45  | -     |
|                             | Gianfranco Morini                          | 434                         | 1,01  | Comitato Acqua Pubblica          | 405    | 0,99  | -     |
|                             | Alessandro Ruzzi                           | 206                         | 0,48  | Risorgimento Aretino             | 187    | 0,46  | -     |
| Totale                      | Totale                                     | 42.773                      | 100   |                                  | 40.910 |       | 32    |

Ballottaggio
| Candidati | Candidati                      | Voti   | %     |
| --------- | ------------------------------ | ------ | ----- |
|           | Alessandro Ghinelli ✔️ Sindaco | 18.651 | 50,83 |
|           | Matteo Bracciali               | 18.043 | 49,17 |
| Totale    | Totale                         | 36.694 |       |

## Lucca

### Pietrasanta
| Candidati                                                   | Candidati                                 | Voti                        | %     | Liste                                                   | Voti   | %     | Seggi |
| ----------------------------------------------------------- | ----------------------------------------- | --------------------------- | ----- | ------------------------------------------------------- | ------ | ----- | ----- |
|                                                             | Massimo Mallegni Accede al ballottaggio   | 6.288                       | 48,24 | Pietrasanta Prima di Tutto                              | 6.252  | 49,49 | 10    |
|                                                             | Rossano Forassiepi Accede al ballottaggio | 5.078                       | 38,95 | Partito Democratico                                     | 3.140  | 24,86 | 3     |
| Sinistra per Pietrasanta                                    | Rossano Forassiepi Accede al ballottaggio | 5.078                       | 38,95 | 880                                                     | 6,97   | 1     |       |
| Fidiamoci di Noi                                            | Rossano Forassiepi Accede al ballottaggio | 5.078                       | 38,95 | 670                                                     | 5,30   | -     |       |
| Partito Socialista Italiano-Pensionati Democratici Italiani | Rossano Forassiepi Accede al ballottaggio | 5.078                       | 38,95 | 111                                                     | 0,88   | -     |       |
| Seggio al candidato sindaco                                 | Seggio al candidato sindaco               | Seggio al candidato sindaco | 38,95 | 1                                                       |        |       |       |
|                                                             | Michele Lari                              | 1.339                       | 10,27 | Movimento 5 Stelle                                      | 1.273  | 10,08 | 1     |
|                                                             | Moreno Fontana                            | 188                         | 1,44  | Per lo Sviluppo di Strettoia-Montiscendi Fatti Sentire! | 168    | 1,33  | -     |
|                                                             | Alessandro Ulivi                          | 143                         | 1,10  | Movimento Italia Sociale                                | 139    | 1,10  | -     |
| Totale                                                      | Totale                                    | 13.036                      | 100   |                                                         | 12.633 | 100   | 16    |

### Viareggio
| Candidati                               | Candidati                                   | Voti                        | %     | Liste | Voti   | %     | Seggi |
| --------------------------------------- | ------------------------------------------- | --------------------------- | ----- | --- | ------ | ----- | ----- |
|                                         | Giorgio Del Ghingaro Accede al ballottaggio | 8.424                       | 30,58 | Lista Civica Del Ghingaro | 4.218  | 16,32 | 9     |
| Viareggio Democratica                   | Giorgio Del Ghingaro Accede al ballottaggio | 8.424                       | 30,58 | 1.444 | 5,59   | 3     |       |
| Viareggio Tornerà Bellissima            | Giorgio Del Ghingaro Accede al ballottaggio | 8.424                       | 30,58 | 1.084 | 4,19   | 2     |       |
| Sto con Viareggio                       | Giorgio Del Ghingaro Accede al ballottaggio | 8.424                       | 30,58 | 558 | 2,16   | 1     |       |
| Uniti per Viareggio                     | Giorgio Del Ghingaro Accede al ballottaggio | 8.424                       | 30,58 | 255 | 0,99   | -     |       |
|                                         | Luca Poletti Accede al ballottaggio         | 5.486                       | 19,91 | Partito Democratico | 4.369  | 16,90 | 2     |
| Federazione di Sinistra                 | Luca Poletti Accede al ballottaggio         | 5.486                       | 19,91 | 522 | 2,02   | -     |       |
| Viva Viareggio Viva                     | Luca Poletti Accede al ballottaggio         | 5.486                       | 19,91 | 415 | 1,61   | -     |       |
| Seggio al candidato sindaco             | Seggio al candidato sindaco                 | Seggio al candidato sindaco | 19,91 | 1 |        |       |       |
|                                         | Massimiliano Riccardo Baldini               | 5.455                       | 19,80 | Lega Nord | 2.929  | 11,33 | 2     |
| Movimento dei Cittadini                 | Massimiliano Riccardo Baldini               | 5.455                       | 19,80 | 816 | 3,16   | -     |       |
| Fratelli d'Italia                       | Massimiliano Riccardo Baldini               | 5.455                       | 19,80 | 770 | 2,98   | -     |       |
| Lista Civica per Torre del Lago Puccini | Massimiliano Riccardo Baldini               | 5.455                       | 19,80 | 626 | 2,42   | -     |       |
| Partito Liberale Italiano               | Massimiliano Riccardo Baldini               | 5.455                       | 19,80 | 101 | 0,39   | -     |       |
| Seggio al candidato sindaco             | Seggio al candidato sindaco                 | Seggio al candidato sindaco | 19,80 | 1 |        |       |       |
|                                         | Alessandro Santini                          | 3.572                       | 12,97 | Forza Italia | 2.891  | 11,18 | 1     |
| Viareggio Insieme                       | Alessandro Santini                          | 3.572                       | 12,97 | 355 | 1,37   | -     |       |
| Sicurezza & Legalità                    | Alessandro Santini                          | 3.572                       | 12,97 | 141 | 0,55   | -     |       |
| Seggio al candidato sindaco             | Seggio al candidato sindaco                 | Seggio al candidato sindaco | 12,97 | 1 |        |       |       |
|                                         | Giulio Zanni                                | 2.634                       | 9,56  | Movimento 5 Stelle | 2.555  | 9,88  | 1     |
|                                         | Filippo Antonini                            | 1.681                       | 6,10  | Repubblica Viareggina | 872    | 3,37  | -     |
| Sinistra Ecologia Libertà               | Filippo Antonini                            | 1.681                       | 6,10  | 641 | 2,48   | -     |       |
|                                         | Franco Antonio Giorgetti                    | 296                         | 1,07  | Insieme per la Nostra Città (Partito Socialista Italiano-Per un Futuro Possibile-Pensionati Democratici Italiani-Io Cambio-Laici Riformisti) | 287    | 1,11  | -     |
| Totale                                  | Totale                                      | 27.548                      | 100   | | 25.849 | 100   | 24    |